# Oazik
Oazik (Rhodopis vesper) – gatunek ptaka z rodziny kolibrowatych (Trochilidae), zaliczany do monotypowego rodzaju Rhodopis. Według klasyfikacji IUCN jest uznawany za gatunek najmniejszej troski. Zamieszkuje obszary przybrzeżne w Chile i Peru.

## Systematyka
Oazik został zaliczony do monotypowego rodzaju Rhodopis, który wchodzi w skład plemienia Mellisugini w podrodzinie kolibrów. Rodzaj ten jest blisko spokrewniony z rodzajem Heliomaster, do którego gatunek również był zaliczany.
W obrębie gatunku oazik wyróżnia się trzy podgatunki:
- Rhodopis vesper vesper (Lesson, 1829);
- Rhodopis vesper koepckeae Berlioz, 1975;
- Rhodopis vesper atacamensis (Leybold, 1869).

W literaturze można również napotkać wyodrębniony podgatunek Rhodopis vesper tertia Hellmayr, 1932, który obecnie uważany jest za synonim podgatunku Rhodopis vesper vesper.

## Morfologia
Oazik osiąga 13 cm długości ciała, długość dzioba w zależności od podgatunku waha się w przedziale od 19 do 33 mm. Pióra umaszczenia szarobrązowego, w tylnej części ciała pióra umaszczenia złotobrązowego i miejscami koloru czerwonego. Brzuch pokryty jest białoszarymi piórami. U samców szyja umaszczona jest na kolor fioletowy, opalizujący. Rozwidlony, czarny ogon osiąga długość 4 cm.

## Występowanie
Gatunek jest szeroko rozprzestrzeniony, zamieszkuje na terenach położonych na zachód od pasma górskiego Andy. Występuje w regionach przybrzeżnych Chile i Peru. Bytuje na terenach górzystych, zamieszkuje w zaroślach oraz na terenach rolniczych, występuje do wysokości 3800 m n.p.m.
Występowanie poszczególnych podgatunków:
- Rhodopis vesper vesper – od regionu Piura w północnym Peru do regionu Tarapacá w północnym Chile[9];
- Rhodopis vesper koepckeae – przybrzeżne obszary w regionie Piura[9];
- Rhodopis vesper atacamensis – zamieszkuje na pustyni Atakama, pogranicze regionów Atakama i Coquimbo w Chile[11].

## Rozród
Okres reprodukcji przypada od września do grudnia. Jaja wysiadywane są tylko przez samice, gniazda budowane są w krzewach i na niskich drzewach owocowych. Stwierdzono również, że oazik zakłada gniazda w środowisku miejskim, wykorzystując metalowe wsporniki znajdujące się pod zadaszeniami. Gniazdo buduje z małych gałązek, włókien roślinnych i piór, dodatkowo wnętrze gniazda wyścielone jest cienką warstwą włókien roślinnych. Wysokość gniazda wynosi 9 cm, szerokość 6 cm i głębokość 2 cm. W zniesieniu dwa jaja o wymiarach 13,8×9,2 mm. Inkubacja w niewoli trwa około 16 dni, a pisklęta opuszczają gniazdo po około 27 dniach.

## Status
Międzynarodowa Unia Ochrony Przyrody (IUCN) uznaje oazika za gatunek najmniejszej troski (LC – least concern) nieprzerwanie od 1988 roku. Liczebność populacji nie została oszacowana, ale ptak ten opisywany jest jako dość pospolity. Ze względu na brak dowodów na spadki liczebności bądź istotne zagrożenia dla gatunku BirdLife International ocenia trend liczebności populacji jako prawdopodobnie stabilny.